# Руины стреляют…
«Руи́ны стреля́ют…» — советский шестисерийный телевизионный художественный фильм, снятый режиссёром Виталием Четвериковым на киностудии «Беларусьфильм».
1970 год — 1 и 2 серии, 1971 год — 3 и 4 серии, 1972 год — 5 и 6 серии.
Повествует о героическом подвиге минских подпольщиков в период немецкой оккупации в годы Великой Отечественной войны (1941—1945).

## Сюжет
Фильм основан на реальных событиях, описанных в документальной повести советского писателя Ивана Новикова «Руины стреляют в упор», посвящённой героям минского подполья в годы Великой Отечественной войны.
В центре событий — реальные подпольщики: инженер Исай Казинец, военнослужащий Иван Кабушкин, студент Владимир Омельянюк.
После захвата Минска немцами 28 июня 1941 года в город возвращаются не сумевшие эвакуироваться Козинец и Омельянюк. В колонне военнопленных через разрушенный город ведут Кабушкина и минчанина Семёна. В окрестностях Минска вступают в бой окруженцы во главе с полковником Ничепоровичем.
С первых дней оккупации Минска они начали создавать подпольные группы. Их главным оружием была ненависть к оккупантам.
Вскоре подпольщикам удалось установить связь с партизанами, и они стали планировать совместные операции…

## В ролях
| Актёр                         | Роль                                                   |
| ----------------------------- | ------------------------------------------------------ |
| Игорь Ледогоров               | подпольщик Жан (Иван Константинович Кабушкин)          |
| Татьяна Алексеева             | медицинский работник подполья Ольга Щербацевич         |
| Елена Вановская               | Ирма                                                   |
| Дануте Видугирите             | Ирина Ступакова                                        |
| Борис Владомирский            | староста барака                                        |
| Григорий Гай                  | Богомол-Козырев                                        |
| Геннадий Гарбук               | Микола                                                 |
| Гедиминас Гирдвайнис          | полицай                                                |
| Юрий Горобец                  | Пантелеймон Кондратьевич Пономаренко                   |
| Леонид Данчишин               | Хмелевский                                             |
| Жаннета Друцкая               | медицинский работник подполья Виктория Федоровна Рубец |
| Мария Захаревич               | Марыся                                                 |
| Лев Золотухин                 | Дмитрий Андреевич Короткевич                           |
| Владимир Козел                | Исай Павлович Казинец                                  |
| Игорь Комаров                 | комендант лагеря                                       |
| Светлана Коркошко             | Шура Назарова                                          |
| Генрикас Кураускас            | Вильгельм Кубе                                         |
| Августин Милованов            | Алекс                                                  |
| Фёдор Никитин                 | Евгений Владимирович Клумов                            |
| Светлана Некипелова           | Оля                                                    |
| Лаймонас Норейка              | Бушман                                                 |
| Альгирдас Паулавичюс          | гестаповец                                             |
| Михаил Погоржельский          | полковник Нечипорович                                  |
| Владимир Поночевный           | Владимир Степанович Омельянюк                          |
| Викторас Плют                 | Ведекинд                                               |
| Юозас Ригертас                | Захар Захарович Гало                                   |
| Любовь Румянцева              | горничная гауляйтера Кубе                              |
| Георгий Ручимский             | комиссар                                               |
| Нина Сазонова                 | мать Шуры                                              |
| Михаил Селютин                | Леня                                                   |
| Игорь Стариков                | Сергей Алексеевич Благоразумов                         |
| Здислав Стомма                | начальник полиции                                      |
| Юрий Ступаков                 | Гурков                                                 |
| Виктор Тарасов                | Семен                                                  |
| Олег Хабалов                  | Аракелов                                               |
| Аудрис Хадаравичюс            | Ганс Гербер                                            |
| Леонас Цюнис                  | фон Толь                                               |
| Алексей Чернов                | Иван Иванович Матусевич                                |
| Ростислав Шмырёв              | Грачев                                                 |
| Антанас Шурна                 | Борис Михайлович Рудзянко                              |
| Борис Юрченко                 | повар                                                  |
| Ростислав Янковский           | командир партизанского отряда                          |
| Ольга Захарова                | мать Омельянюка                                        |
| Константин Сенкевич           | отец Омельянюка                                        |
| Татьяна Бондарчик             | баба Паладя                                            |
| Степан Хацкевич               | железнодорожник                                        |
| Мария Зинкевич                | Васильевна                                             |
| Алексей Барановский           | дед-связной                                            |
| Владимир Дедюшко              | дед в вагоне                                           |
| Михаил Федоровский            | политрук партизанского отряда                          |
| Владимир Кудревич             | командир партизанского отряда                          |
| Павел Кормунин                | Хасень Мустафович Александрович                        |
| Борис Борисёнок               | Казанцев                                               |
| Иван Косых                    | Пётр Андреевич                                         |
| Улдис Лиелдиджс               | Бушман                                                 |
| Валентина Беляева             | Полина Михайловна                                      |
| Дмитрий Капка                 | партизан-проводник                                     |
| Янис Грантиньш                | Юнк                                                    |
| Степан Бирилло                | немецкий офицер                                        |
| А. Букаев                     | немецкий офицер                                        |
| Г. Вельц                      | немецкий офицер                                        |
| Николай Ерёменко (старший)    | секретарь подпольного обкома партии                    |
| Виктор Лебедев (нет в титрах) | немецкий офицер                                        |

## Съёмочная группа
| Автор сценария       | Иван Новиков, Иван Чигринов |
| Режиссёр-постановщик | Виталий Четвериков          |
| Оператор-постановщик | Борис Олифер                |
| Композитор           | Алексей Муравлёв            |
| Художник-постановщик | Владимир Белоусов           |